# Pär Lönn
Pär Lönn, född 18 augusti 1966, är en svensk musikproducent och låtskrivare.
Lönn har som arbetat med bland andra Eclectic och Isis samt producerat Andreas Lundstedt, E-Type, Michaëla de la Cour, Nils Jensen, Emilia Rydbergs "Var minut" (från albumet Små ord av kärlek från 2007), Fjelds debutalbum och tre singlar och technogruppen Vans alla tre singlar.
Han är producent för Lili & Susie och har som tekniker arbetat med Army of Lovers och remixat Cool James & Black Teacher.
Som låtskrivare till Da Buzz och Lili & Susie har han bland annat medverkat i Melodifestivalen och skrivit låtar för andra artister.

## Låtar av Pär Lönn
- Show Me Heaven, (tillsammans med Susie Päivärinta, Nestor Geli, Thomas G:son och Calle Kindbom)[2]
- Tease me, inspelad av Lili & Susie
- Stop, Look! Listen, Da Buzz
- You Can't Buy Me Love, Ankie Bagger
- Kiss by Kiss, Emilia Rydberg - Co-write av Emilias 2:a singel (från albumet Emilia från 2001)
- Ludwig Van, Van (technogruppen), producent/låtskrivare
- Ice go my love, Van (technogruppen), producent/låtskrivare
- Winter in paradise Van (technogruppen), producent/låtskrivare
- The Emigrants, Fjeld, producent/låtskrivare
- Mother of devotion, Fjeld, producent/låtskrivare
- So far Away Fjeld, producent/låtskrivare

### Fotnoter
1. ↑  ”Små ord av kärlek”. Svensk mediedatabas. 14 mars 2007. https://smdb.kb.se/catalog/id/002114689. Läst 3 februari 2020.
2. ↑  ”Lili & Susie” (på svenska). Sveriges Radio. 28 februari 2009. https://sverigesradio.se/sida/artikel.aspx?programid=2521&artikel=2667886. Läst 3 februari 2020.